# Пенье (Владимирская область)
Пе́нье — село в Юрьев-Польском районе Владимирской области России, входит в состав Симского сельского поселения.

## География
Село расположено в 12 км на северо-запад от центра поселения села Сима и в 34 км на северо-запад от райцентра города Юрьев-Польский.

## История
В 1532 году, как видно из книг патриаршего приказа второй половины XVII столетия, Пенье было деревней, принадлежавшей Дмитрию Ласкареву.
Во второй половине XVIII столетия церковь здесь уже существовала. В 1823 году в селе вместо бывшей деревянной Покровской церкви на средства прихожан была построена каменная церковь с колокольней. В церкви было четыре престола: в холодной — в честь Покрова Пресвятой Богородицы, во имя священномученика Харлампия и в честь святых сорока мучеников Севастийских, в тёплой трапезе — в честь Вознесения Господня. В 1893 году приход состоял из одного села Пенье, в котором числился 61 двор; мужчин — 242, женщин — 262. В селе имелась школа грамоты, размещавшаяся в доме священника. В годы советской власти церковь была разрушена.
В конце XIX — начале XX века село входило в состав Симской волости Юрьевского уезда.
С 1929 года село входило в состав Нестеровского сельсовета Юрьев-Польского района, с 1965 года — в составе Симского сельсовета.

## Население
| 1859 |
| ---- |
| 362  |

| 1859 | 1905 | 2002 | 2010 | 2021 |
| ---- | ---- | ---- | ---- | ---- |
| 362  | ↗537 | ↘4   | ↘0   | →0   |